# Mariusz Chwedczuk

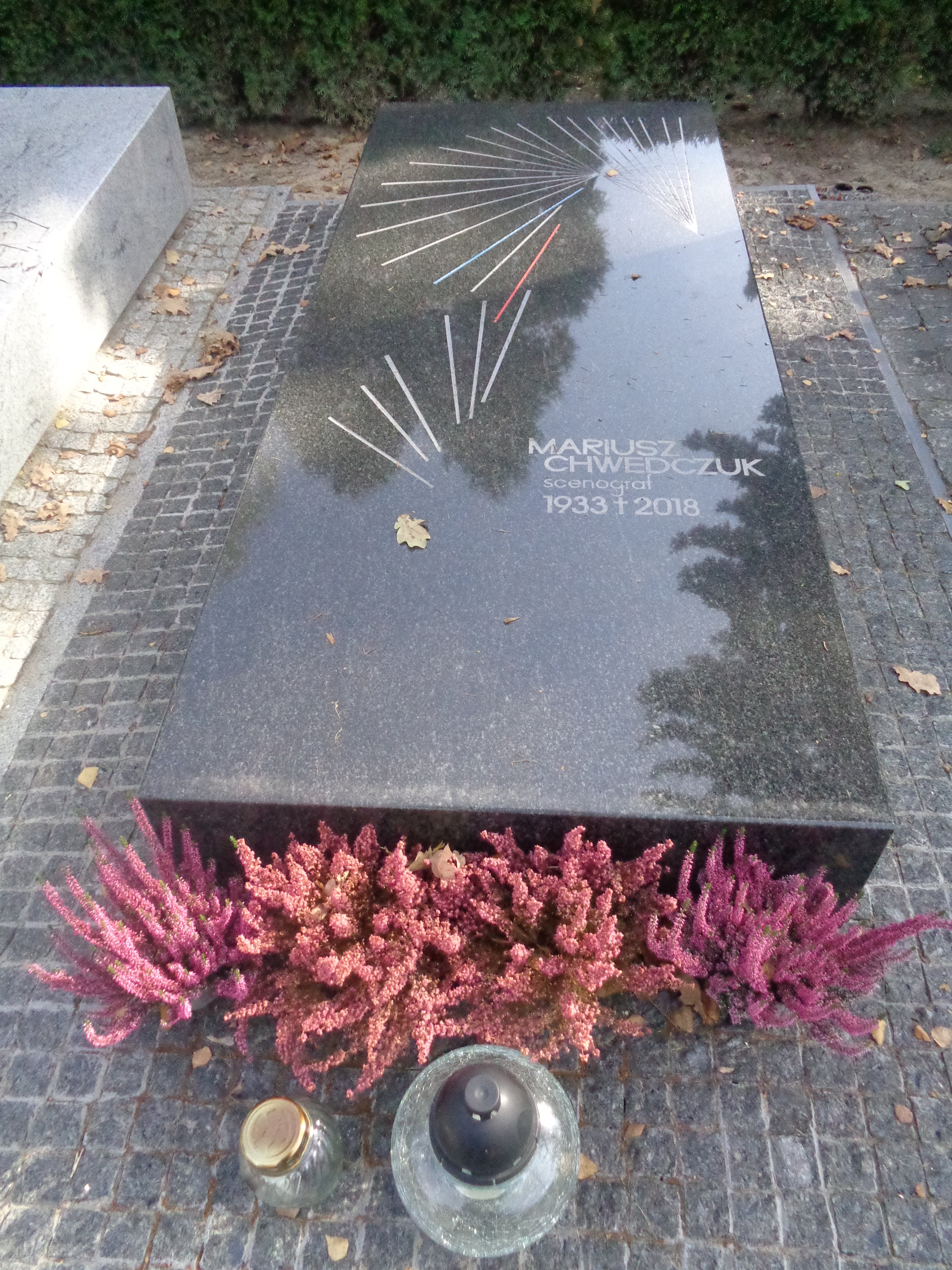
Grób Mariusza Chwedczuka na Cmentarzu Wojskowym na Powązkach w Warszawie

Mariusz Chwedczuk (ur. 28 sierpnia 1933 w Hrubieszowie, zm. 1 listopada 2018) – polski scenograf, artysta grafik, wykładowca akademicki.

## Życiorys
Absolwent Wydziału Reżyserii PWST w Łodzi (1961) i ASP w Krakowie (1965). 
Główny scenograf Telewizji Kraków (1965–1968), scenograf Telewizji w Warszawie (1968–1981); współpracownik teatrów: Narodowego i Rozmaitości w Warszawie, Polskiego we Wrocławiu, Powszechnego w Łodzi, Deutsches Theater w Getyndze, Ernst Deutsches Theater w Hamburgu. 
Poza twórczością scenograficzną (w tym liczne spektakle Teatru Telewizji i scenografia filmowa) uprawia również grafikę. Autor wielu plakatów.
Chwedczuk zaprojektował scenografię do baletu „Dziadek do orzechów” P. Czajkowskiego w Teatrze Wielkim – Operze Narodowej w Warszawie.
Od 1996 do 2002 roku był wykładowcą Wydziału Reżyserii Akademii Teatralnej im. Aleksandra Zelwerowicza w Warszawie. 
Jego żoną była Xymena Zaniewska. Pochowany w Alei Zasłużonych na Cmentarzu Wojskowym na Powązkach w Warszawie (kwatera G-tuje-42).

## Projekty
„Dziadek do orzechów”, Teatr Wielki – Opera Narodowa w Warszawie, 1989